# Grupo de trabajo de Libertad de Internet mundial
La  NetFreedom Task Force (antes llamada Global Internet Freedom Task Force, GIFT) es una iniciativa dentro del Departamento de Estado de los Estados Unidos que actúa como el órgano de coordinación y divulgación de políticas de libertad de Internet del Departamento de Estado. Los miembros abordan las cuestiones relacionadas con la libertad de Internet basándose en la experiencia multidisciplinaria del Departamento en materia de política de comunicaciones internacionales, derechos humanos, democratización, promoción empresarial, responsabilidad social de las empresas y países y regiones pertinentes. Corresponde al Secretario a través del Subsecretario de Asuntos Económicos, Empresariales y Agrícolas y Subsecretario de Democracia y Asuntos Mundiales. El grupo de trabajo coordina el trabajo del Departamento de Estado con otras agencias, empresas de Internet de los Estados Unidos, organizaciones no gubernamentales, investigadores académicos y otras partes interesadas.

## Historia
La NetFreedom Task Force fue establecida por la Secretaria de Estado de los Estados Unidos, Condoleezza Rice, en febrero de 2006 "para vigilar y responder a las amenazas a la libertad de expresión en Internet". 
El grupo de trabajo considera aspectos de política exterior de la libertad de Internet, incluyendo:
- El uso de la tecnología para restringir el acceso a los contenidos políticos y el impacto de tales esfuerzos de censura en las compañías estadounidenses

- El uso de la tecnología para rastrear y reprimir a los disidentes

- Esfuerzos para modificar las estructuras de gobernanza de Internet con el fin de restringir el libre flujo de información.

El grupo de trabajo fue mencionado por la Secretaria de Estado de los Estados Unidos, Hillary Clinton, en un discurso sobre libertad de Internet pronunciado en el Newseum en Washington D. C., el 21 de enero de 2010, en el que declaraba: "Estamos revitalizando al Grupo de Trabajo Global sobre Libertad en Internet (The Global Internet Freedom Task Force) Como un foro para abordar las amenazas a la libertad de Internet en todo el mundo e instando a las empresas de medios de EE.UU. a tomar un papel proactivo en el desafío de las demandas de los gobiernos extranjeros de la censura y la vigilancia ". 
El grupo de trabajo fue rebautizado como NetFreedom Task Force poco después.